# Breathe In (Frou Frou)
Breathe In è un singolo del gruppo musicale britannico Frou Frou, pubblicato il 13 agosto 2002 come primo estratto dal primo album in studio Details.

## Tracce
UK CD single
1. Breathe In (Radio Edit) – 3:49
2. Close Up
3. Breathe In (Watkins Radio Edit) – 3:40

UK CD promo
1. Breathe In (Radio Edit) – 3:49

UK CD promo
1. Breathe In (Watkins Radio Edit) – 3:40
2. Breathe In (Radio Edit) – 3:49

UK 7" promo
1. Breathe In (Mr Roque Mix)
2. Breathe In (Mr Roque Dub)

UK 12" promo
1. Breathe In (Watkins Vocal Mix 12")
2. Breathe In (Watkins Vocal Dub)

UK 12" promo
1. Breathe In (DJ Encore Remix)

US 12" promo
1. Breathe In (Watkins Vocal Mix 12")
2. Breathe In (Mr Roque Mix)
3. Breathe In (DJ Encore Remix)
4. Breathe In (Aphrodite Remix)

## Classifiche
| Classifica (2002) | Posizione raggiunta |
| ----------------- | ------------------- |
| Italia            | 19                  |
| Regno Unito       | 44                  |